# Импала
Импа́ла, или чернопятая антилопа (лат. Aepyceros melampus) — африканская антилопа средней величины. Из-за внешнего сходства с газелями импалу нередко причисляли к последним, однако согласно новейшим исследованиям её более близкими родственниками являются бубалы.
Охранный статус вида — LC — вызывающие наименьшие опасения. Численность импал весьма стабильна, вследствие чего вид является объектом охоты местного населения (ради мяса), а также спортивной охоты.

## Описание
Импала — стройная антилопа среднего размера. По телосложению во многом напоминает болотного козла или газель Гранта. Половой диморфизм присутствует, самки безрогие и меньше самцов.
Длина тела импал достигает 125—160 см у самцов и 120—150 см у самок, высота в холке — 80—95 см и 75—90 см соответственно, длина хвоста 30—45 см. Весят импалы 45—80 кг самцы и 40—60 кг самки. Окраска шерсти у них коричневая, бока более светлые. Брюхо, грудь, шея и подбородок белые. По обеим сторонам задних ног проходят чёрные полоски, над копытами задних ног растёт чёрный пучок волос. Голова невелика, глаза большие, уши узкие и заострённые. У самцов на голове лировидные рога, достигающие длины до 92 см и растущие назад, в стороны или вверх.

## Распространение и экология

— ареал основного подвида
— ареал A. m. petersi

Импалы — один из самых обычных видов антилоп, их ареал простирается от Кении и Уганды до Ботсваны и Южной Африки. Изолированно от этого ареала живёт ещё одна популяция в пограничном регионе Анголы и Намибии. Она считается самостоятельным подвидом (A. m. petersi), который можно отличить по чёрной окраске морды.
Импала является типичным обитателем кустарниковой саванны, галерейных лесов и сухих редколесий. Очень редко и ненадолго появляется она в открытых степях. В Южной части Африки популяции импал тесно связаны с наличием деревьев мопане и акации. Выбор среды обитания зависит и от сезона — леса акации предпочтительны в сезон дождей, а саванны — в сухой сезон. Ещё один фактор, который может повлиять на выбор среды обитания — уязвимость перед хищниками; импалы стараются держаться подальше от участков с высокой травой, так как там могут скрываться хищники.

## Поведение

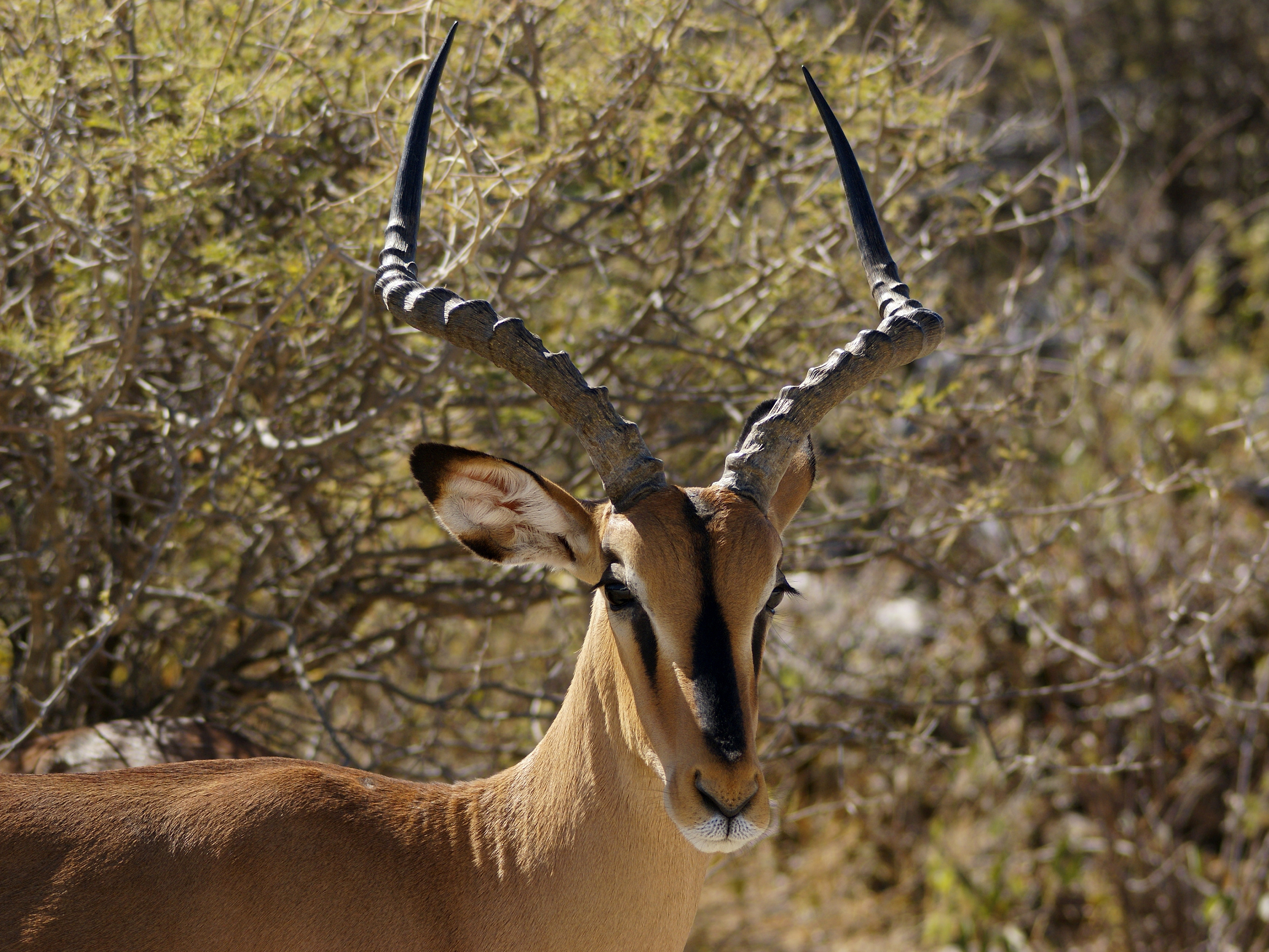
Ангольская импала, самец, национальный парк Этоша, Намибия

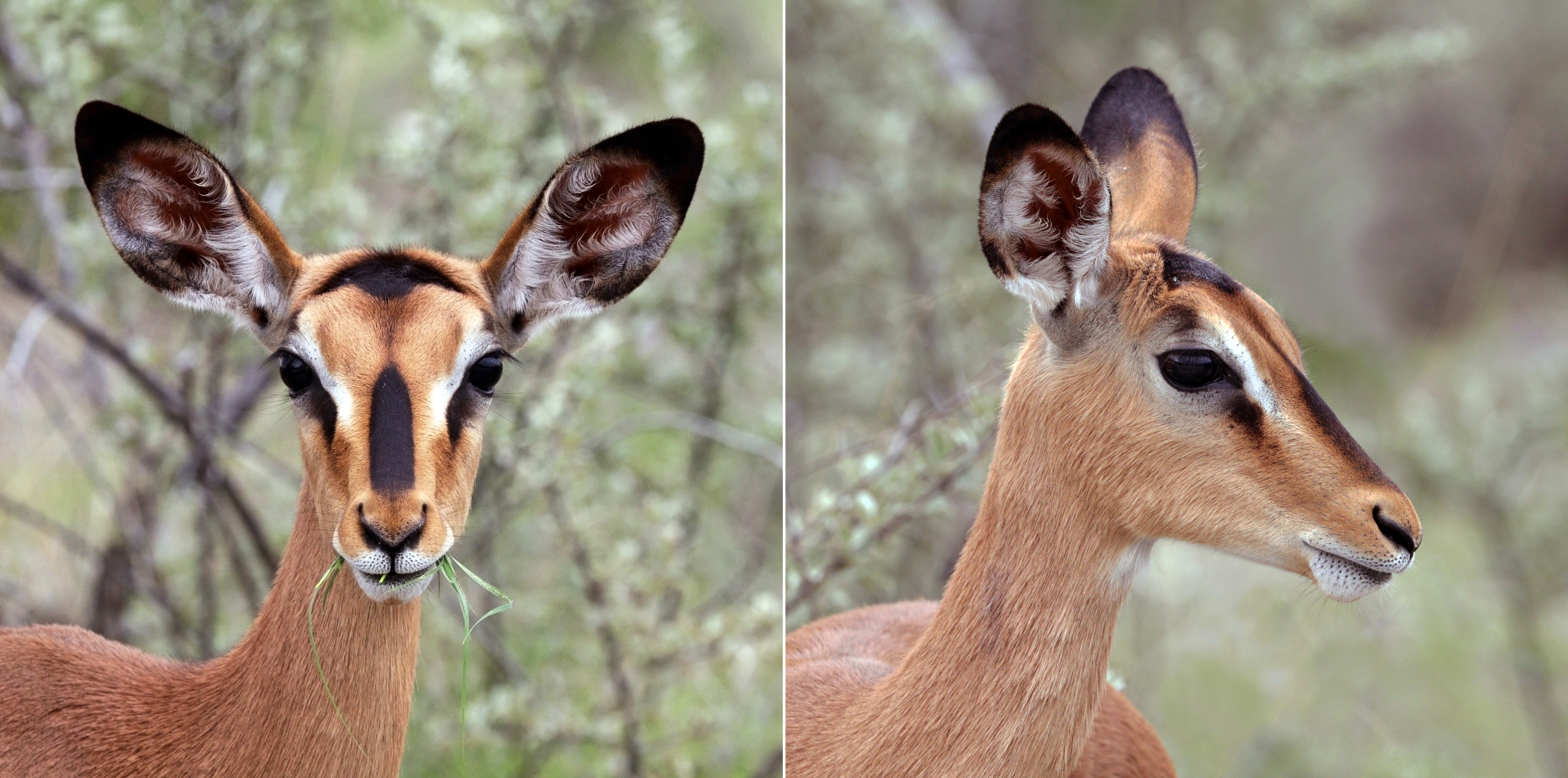
Ангольская импала, самка

Импалы обычно держатся небольшими группами или стадами-гаремами; иногда во время засушливого сезона животные собираются в более крупные стада (по 100—200 особей); в одном стаде с импалами часто бывают слоны и другие копытные.
Импалы ведут дневной образ жизни, хотя, если днём слишком жарко, они могут кормиться ночью.
Во время спаривания, как правило, только один самец охраняет стадо самок. Он гордо обходит стадо со всех сторон, показывает свои рога, прижимает уши и поднимает хвост. Поединки самцов за гарем обычно делятся на три стадии. В первой части призывающий к поединку показывает свой светлый живот, зевает и высовывает язык. После этого он опускает голову, что является сигналом к борьбе. Во второй фазе оба соперника становятся напротив друг друга с поднятой головой, и начинают толкаться. Если ни один из соперников не сдаётся, то в ход начинают идти рога, которые оба скрещивают и давят друг на друга, заставляя противника попятиться. Если и это не приносит результатов, поединок начинается снова со второй фазы. Крови, как правило, при таких поединках не бывает.

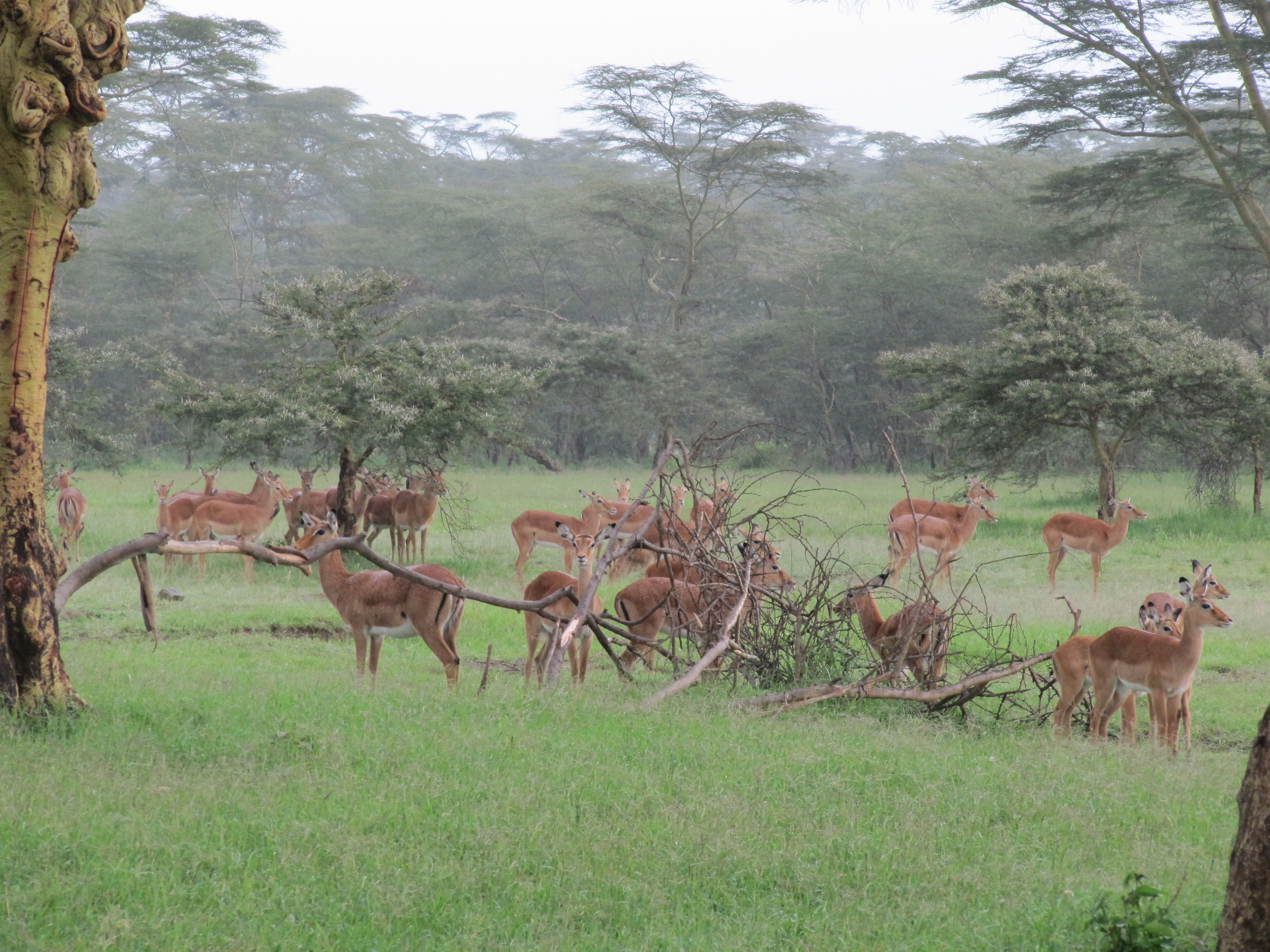
Самец с гаремом

Самки импал живут с молодняком в стадах от десяти до ста животных. Отдельные стада образуют молодые и пожилые самцы, не способные защищать собственную территорию. Самцы среднего возраста живут поодиночке и считают каждую самку своей, если она находится на их территории.
Замечательны прыжки импалы: взвившись в воздух, животное точно повисает на мгновение, поджимая в это время все ноги и откинув назад голову. В высоту такие прыжки достигают 3 м, а в длину даже 10 м. Спасаясь от погони, импалы несутся, то и дело буквально перелетая через встречающиеся на пути кусты.
Убегая от хищников, импалы могут достигать высоких скоростей и прыгать до 9 м. Тем не менее, они предпочитают находить укрытие, вместо того, чтобы полагаться на свою скорость.

## Питание
Импалы — травоядные животные. В их рацион входят листья, почки, травы, фрукты и стручки акации. Импала предпочитает места, близкие к источникам воды и прибегает к сочной растительности, если воды не хватает. Анализ показал, что доля трав в рационе значительно увеличивается (до 90 %) после первых дождей, но снижается в засушливый сезон.
Импала питается мягкими и питательными травами, такими как Digitaria macroblephara; жёсткие высокие травы, такие как Heteropogon contortus и Themeda triandra, животные обычно избегают. Во время питания импалы на периферии (окраине) стада обычно более внимательны к хищникам, чем те, которые питаются в центре.

## Подвиды
Импала образует 6 подвидов:
- A. melampus melampus
- A. melampus johnstoni
- A. melampus katangae
- A. melampus petersi — Ангольская импала[6], или чернолицая импала[6], юго-западная Ангола и северо-западная Намибия, некоторыми исследователями выделяется в самостоятельный вид Aepyceros petersi[6];
- A. melampus rendilis
- A. melampus suara

## Этимология
Слово «импала» происходит из языка зулусов. От него произошло название столицы Уганды — Кампала.